# Dolichopus simulans
Dolichopus simulans är en tvåvingeart som beskrevs av Van Duzee 1926. Dolichopus simulans ingår i släktet Dolichopus och familjen styltflugor.
Artens utbredningsområde är Manitoba. Inga underarter finns listade i Catalogue of Life.